# Lista chorążych reprezentacji Aruby na igrzyskach olimpijskich
Lista chorążych reprezentacji Aruby na igrzyskach olimpijskich – lista zawodników i zawodniczek reprezentacji Aruby, którzy podczas ceremonii otwarcia nowożytnych igrzysk olimpijskich nieśli flagę Aruby.

## Chronologiczna lista chorążych
| Lp. | Rok i miejsce   | Chorąży               | Dyscyplina           |
| --- | --------------- | --------------------- | -------------------- |
| 1   | 1988, Seul      | Bito Maduro           | Judo                 |
| 2   | 1992, Barcelona | Lucien Dirksz         | Kolarstwo            |
| 3   | 1996, Atlanta   | Junior Faro           | Podnoszenie ciężarów |
| 4   | 2000, Sydney    | Richard Rodriguez     | Lekkoatletyka        |
| 5   | 2004, Ateny     | Roshendra Vrolijk     | pływanie             |
| 6   | 2008, Pekin     | Fiderd Vis            | Judo                 |
| 7   | 2012, Londyn    | Gaby Ahrens           | pływanie             |
| 8   | 2016, Rio       | Nicole van der Velden | Kolarstwo            |